# Susan Oliver
Pour les articles homonymes, voir Oliver.
Susan Oliver (née Charlotte Gercke) est une actrice américaine née le 13 février 1932 à New York (État de New York) et morte le 10 mai 1990 à Woodland Hills en Californie (États-Unis).

## Biographie
Susan est la fille de George Gercke, un journaliste et Ruth Hale Oliver, astrologue réputée. Son père travaillait pour le New York World. Lorsque ses parents divorcent en 1949, Susan part rejoindre sa mère en Californie lorsque cette dernière commence à devenir célèbre à Hollywood. Là-bas, la jeune femme décide d'embrasser la carrière d'actrice en prenant le nom de jeune fille de sa mère.
En 1949, Susan retourne sur la côte Est afin de suivre des études d'art dramatique au Swarthmore College tout en suivant des cours au Neighborhood Playhouse School of the Theatre de New York. Après quelques apparitions à la télévision dans de petits rôles et des publicités, elle joue son premier grand rôle le 31 juillet 1955 dans la série dramatique Goodyear TV Playhouse et prend véritablement son essor dans ce média.
Elle partage dans les années suivantes son temps entre la télévision et le théâtre dans les années 50 puis commence à avoir des rôles plus consistants au cinéma dans les années 60. Elle va faire un nombre considérables d'apparitions dans des séries très populaires comme Le Virginien , Star Trek et dans deux épisodes de la série Les Envahisseurs diffusés en 1971-1972 sur l'ORTF et maintes fois rediffusés ensuite, ce qui en fait un visage familier des télespectateurs français. Elle se fait aussi remarquer par une longue participation dans le feuilleton Peyton Place. Elle mène alors un parcours qui évoque celui de ses consœurs de la même génération comme Lynda Day George, Diana Hyland, Marlyn Mason, Madlyn Rhue, Katherine Justice ou Christine Belford.
Sa carrière devient totalement différente dans les années 70 car elle décide de devenir réalisatrice même si elle continue encore de jouer divers rôles dans les années 80. Sa dernière apparition à la télévision en tant qu'actrice sera dans la série Freddy, le cauchemar de vos nuits

## La passion pour l'aviation
Si on connaît l'actrice pour ses talents dramatiques, le public sait moins que la jeune femme a une passion pour les avions. Malgré le fait que la jeune femme ait véçu un incident dramatique le 3 février 1959 sur le vol 115 de la Pan Am. Ce jour-là le vol reliant Paris à New York avait chuté de 35 000 à 6 000 pieds. Heureusement, les pilotes ont réussi à reprendre les commandes et sauver les passagers. Par la suite, elle se fit hypnotiser pour combattre la peur des airs.
En juillet 1964, Hal Fishman lui présenta le personnel navigant de son avion personnel puis l'emmena faire un tour de nuit au-dessus de Los Angeles sur un Cessna 172. Elle trouva l'expérience si intense que le lendemain, elle alla s'inscrire à l'aéroport de Santa Monica pour passer son certificat de pilote. En 1966, alors qu'elle préparait son premier vol transtlantique à bord d'un Piper J-3 Cub, l'avion s'écrase mais elle en réchappe avec le pilote.
Elle participera par la suite à de nombreux essais en vol de prototypes ainsi que des courses. Elle finira son dernier vol en mai 1978.

## Décès
Susan Oliver diagnostiquée d'un cancer du colon décèdera le 10 mai 1990 au Motion Picture and Television Hospital de Woodland Hills en Californie.

## Filmographie

### Cinéma
- 1957 : The Green-Eyed Blonde de Bernard Girard : Green Eyes
- 1959 : The Gene Krupa Story de Don Weis : Dorissa Dinell
- 1960 : La Vénus au vison de Daniel Mann : Norma
- 1963 : The Caretakers d'Hall Bartlett : Cathy Clark
- 1964 : Looking for Love de Don Weis : Jan McNair
- 1964 : Le Californien de Boris Sagal : Maria Macklin
- 1964 : Un jour un troubadour de Gene Nelson : Audrey Williams
- 1964 : Jerry chez les cinoques de Frank Tashlin : Susan Andrews
- 1967 : The Love-Ins d'Arthur Dreifuss : Patricia Cross
- 1968 : Un colt nommé Gannon de James Goldstone : Matty
- 1969 : La Peau de l'autre de Robert Stevens : Margaret Rowe
- 1969 : The Monitors de Jack Shea : Barbara Cole
- 1974 : Ginger in the Morning de Gordon Wiles : Sugar
- 1977 : Nido de viudas de Tony Navarro : Isabel
- 1980 : Au boulot... Jerry ! de Jerry Lewis : Claire Trent

### Télévision

#### Téléfilms
- 1961 : The Two Mrs.Carrolls : Sally Carroll
- 1970 : Commando de guerre : Anna Renvic
- 1970 : Company of killers : Thelma Dwyer
- 1971 : Prenez mon nom, ma femme, mon héritage : Mildred Crandall
- 1974 : Death in space : Carla Burke
- 1976 : Amelia Earhart : Neta Snook "Snookie"
- 1982 : L'enfant de demain : Marilyn Hurst
- 1987 : Alerte à l'aéroport : Mary Van Leuven

#### Séries télévisées
- 1955 : Goodyear Television Playhouse (en)  (épisode : The Prizewinner)
- 1956 : Studio One  (épisode : A Day before battle) : Flora
- 1956 : Camera Three (épisode : As I lay dying) : Dewey Dell
- 1957 : The Kaiser Aluminium Hour (épisode : So short a season) : Kay
- 1957 : The United States Steel Hour (en) (épisode : The bottle imp) : Maria
- 1957 : Crossroads (épisode : 9:30 Action) : Connie Willis
- 1957 : Climax! (épisode : Two tests for tuesday) : Pat Farley
- 1957 : Studio 57 (épisode : Seventh Brother, Seventh Son)
- 1958 : Kraft Television Theatre (épisode : The woman at High Hollow) : Pamela
- 1958 : Papa a raison (épisode : Country cousin) : Milly
- 1957-1958 Matinee Theater (épisodes : saison 2 épisode 31 End of the rope/ saison 3 épisode 151 Button, button)
- 1958 : Suspicion (épisode : The woman turned to salt) : Rosemary Russell
- 1958 : The David Niven show (épisode : The last room) : Ilsa
- 1959 : Armstrong Circle Theatre (épisode : The monkey ride)
- 1959 : Trackdown (épisode : Blind Alley) : Rebecca Ford
- 1959 : The Millionaire (épisode : Millionaire Phillip Burnell) : Cathy Burnell
- 1959 : Johnny Staccato (épisode : Murder in Hi-fi) : Barbara Ames
- 1959 : The Lineup (épisode : Run to the city) : Laurie Hayden
- 1959 : Alcoa Theatre (The long house on avenue A) : Bernice Davis
- 1960 : Bonanza (épisode : The outcast) : Leta Malvet
- 1957-1960 Playhouse 90 (saison 2 épisode 14 The thundering wave : Louise Grant/saison 3 épisode 25 A trip to Paradise : Ellie/saison 4 épisode 9 A dream of Treason : Valerie Ferguson)
- 1960 : The DuPont show with June Allyson (épisode : The blue goose) : Judy
- 1960 : La Quatrième Dimension (Twilight zone) - Tous les gens sont partout semblables  Saison 1 épisode 25 - Avec Roddy McDowall
- 1960 : Au nom de la loi  saison 2 épisode 27 (Le paria) : Bess Wilson
- 1960 : Wrangler  (épisode : Incident at the Bar M) : Helen McQueen
- 1960 : The Deputy  (épisode : The deadly breed) : Julie Desmond
- 1960 : The Barbara Stanwyck show (épisode : No One) : Tracy Lane
- 1961 : Thriller (épisode : Choose a victim) : Edith Landers
- 1961 : Les Incorruptibles (saison 2 épisode 15 : The Organization) : Rose "Roxie" Plummer
- 1961 : Les Aquanauts (épisode : Stormy weather) : Laura West
- 1961 : The best of the post (épisode : No enemy) : Cecilia
- 1961 : Michael Shayne (épisode : The Heiress) : Carol Dane
- 1961 : The Americans (épisode : The gun) : Rachel
- 1961 : Naked City (épisode : A Memory of crying) : Jessica Manson
- 1960-1961 : Zane Grey Theatre  (saison 5 épisode 9  Knife of hate : Susan Pittman/saison 5 épisode 29 Image of a Draw Sword : Hannah Smith
- 1961 : Aventures dans les îles (saison 1 épisode 30 Whip-Fight : Nora Evans//saison 2 épisode 30 Hill of Ghosts : Maggie Thornhill/saison 3 épisode 2 The reluctant hero : Prudence Brown
- 1961 : Golden Showcase (épisode : Le portrait de Dorian Gray) : Sybil Vane/Hetty Merton
- 1961 : The Adventures of Ozzie and Harriet (épisode : Rick, the milkman) : Lori
- 1962 : Laramie (épisode : Shadow in the dust) : Jean Lavelle
- 1962 : Les barons de la pègre (épisode : Cost of living : Howard Judlow) : Kitty Bester
- 1961-1962 : Échec et mat (saison 1 épisode 33 The free seeker : Gloria Kenyon/saison 2 épisode 26 So beast my plastic heart : Hope Anthony)
- 1962 : Suspicion (épisode : Annabel) : Annabel Delaney
- 1961-1963 : Rawhide (saison 3 épisode 21 Incident of his brother's keeper: Laurie Evans/saison 5 épisode 17 Incident at Spider Rock : Judy Hall)
- 1957-1963 :  La Grande Caravane (saison 1 épisode 7 The Emily Rossiter story : Judy Rossiter/saison 3 épisode 26 The Maggie Hamilton story : Margaret Hamilton/saison 4 épisode 7 The Cathy Eckhart story : Cathy Eckhart/saison 6 épisode 21 The Lily legend story : Lily Legend)
- 1961-1963 The Dick Powell Show (en) (saison 1 épisode 27 Somebody's waiting : Carla Wycoff/saison 2 épisode 23 Thunder in a forgotten town : Ann Williams)
- 1961-1963 Route 66 (saison 1 épisode 29 Welcome to Amity : Joan Maslow/saison 2 épisode 29 Between hello and goodbye : Claire Richard-Chris Sinclair/saison 3 épisode 23 Fifty miles from home : Willow)
- 1963 : 77 Sunset Trip (épisode : Your fortune for a penny) : Kristine Seaver
- 1963 : The Nurses  (épisode : No score) : Sarah Styles
- 1963 : Le Fugitif  (épisode en deux parties : Never wave goodbye) : Karen Christian
- 1963 : L'Homme à la Rolls (épisode : Who killed the kind doctor?) : Janet Fielding
- 1964 : The Andy Griffith Show (épisode : Prisoner of love) : Prisoner
- 1964 : Les Voyages de Jaimie McPheeters  (épisode : The Day of the Reckoning) : Maria Macklin
- 1964 : Les Accusés (épisode : The Hidden fury) : Anna Leverton
- 1964 : Destry (épisode : One hundred bibles) : Rebecca Fairhaven
- 1964 : Summer Playhouse  (épisode : Apartment in Rome) : Debbie Adams
- 1965 : Le Virginien saison 4 épisode 3 : A little learning : Martha Perry
- 1965 : The Rogues (épisode : Money is for burning) : Melinda
- 1965 : Ben Casey (épisode : Pas de deux) : Tina Khaskova
- 1965 : Des agents très spéciaux (épisode : The Bow-Wow affair) : Ursula Alice Baldwin
- 1963-1965 : Le Jeune Docteur Kildare (épisodes : saison 3 épisode 8 The eleventh commandment : Carol Logan ; saison 5 épisodes 30-31 Perfect is too hard to be/Duet for one hand : Dr. Jessie Martel)
- 1966 : Seaway (épisode : The Sparrows) : Sue Murray
- 1966 : A man called Shenandoah (épisode : Rope's end) : Virginia Harvey
- 1966 : Gomer Pyle, U.S.M.C. (épisode : A date with Miss Camp Henderson) : Julie Myers
- 1966 : Les Espions (épisode : One thousand fine) : Jean
- 1966 : Peyton Place  49 épisodes : Ann Howard
- 1966 : Star Trek (The Cage)  Saison 1, épisode 1 : Vina
- 1966 : Mes trois fils (épisode : The awkward age) : Jerry Harper
- 1967 : Le Virginien saison 6 épisode 14, (A Small Taste of Justice (En toute justice) : Ellen
- 1967 : Les Envahisseurs  (The Invaders) - "Le rideau de lierre" (Stacy)  Saison 1 - épisode 11
- 1967 :Tarzan  (épisode : Le jour où la Terre a tremblé) : Peggy Dean
- 1967 :T.H.E. Cat (épisode : Twenty-One and out) : Laurie Neal
- 1967 : Les Mystères de l'Ouest  saison 3 - épisode 4 : "la nuit de la mort du Dr Loveless" (triste)
- 1968 : Le Virginien saison 7 épisode 09 (The storm gate) : Ann Oakes
- 1968 : Les Envahisseurs Inquisition (Joan Seeley)    Saison 2 - épisode 26
- 1968 : The Outsider (épisode : The land of the fox) : Diane Clay
- 1969 : La Grande Vallée  (épisode : Alias Nellie Handley) : Kate Wilson
- 1969 : Mannix (épisode : A dix contre un) : Linda Jordan
- 1969 : Mr. Deeds goes to town (épisode : Touching is believing)
- 1970 : Le Virginien saison 9 épisode 13 (Hannah) : Carol Carson
- 1968-1971  : Les Règles du jeu (épisodes : The white birch : Tatiana Czaleynokis ; Seek and destroy : Dr. Eleanor Cook)
- 1971 : Dan August (épisode : Prognosis : Homicide) : Leona Serling
- 1971 : Opération danger (épisode : Journey from San Juan) : Miss Blanche Graham
- 1971 : Love, American Style (épisodes : Love and the Baker's Half Dozen/Love and the New Roommate/Love and the Rug/Love and the Second Time : Helen  ; Love and the Anniversary Crisis/Love and the Conjugal Visit/Love and the Dream Burglar/Love and the Hotel Caper/Love and the Monsters : Susan)
- 1971 : Primus (épisodes saison 1 épisode 2 Deepest of the deep et saison 1 épisode 4 Kiss of life) : Nicola
- 1971 : The D.A. (épisode : The people vs. Whitehead) :
- 1972 : Longstreet (épisode : The long way home) : Paula Brinkley
- 1972 : Sarge (épisode : An accident waiting to happen) : Fran
- 1972 : Night Gallery saison 2 épisode 15 : Green Fingers/The Funeral/The Tune in Dan's Cafe) : Kelly Bellman
- 1972 : Ah! Quelle famille (épisode : Where there's smoke) : Gloria Cramer
- 1972 : Médecins d'aujourd'hui (épisode : Vision of Doom) : Dr. Ruth Hanley
- 1972 : Gunsmoke (épisode : Eleven dollars) : Sarah Elkins
- 1973 : Cannon (épisode : La cible mouvante) : Jill Thorson
- 1973 : Ghost Story (épisode : Spare parts) : Ellen Pritchard
- 1965-1973  : Sur la piste du crime (épisodes : Courage of a conviction : Shirley Gregg ; Fatal reunion : Margaret)
- 1973 : Le Magicien (épisode : Ovation pour un meurtre) : Susanna
- 1973 : Love Story (épisode : The youngest lovers) : Virginia Madison
- 1974 : Barnaby Jones (épisode : Friends till death) : Karen Macklin
- 1974 : Petrocelli (épisode : Edge of Evil) : Eleanor Warren
- 1974 : Police Story (épisode : World full of hurt) : Rina Prescott
- 1974 : Dr. Simon Locke (épisode : Time bomb) : Diana Simpson
- 1975 : Le Justicier (The Manhunter) (épisode : The death watch) : Liz Butler
- 1975-1976  :  Des jours et des vies 90 épisodes : Dr. Laura Horton
- 1977 : Les rues de San Francisco (épisode : Hang Tough) : Gracie Boggs
- 1981 : La croisière s'amuse (épisode : Gopher's Bride/Love with a Married Man/Not Tonight, Jack!) : Kay Tindal
- 1985 : Magnum (épisode : Let me hear the music) : Laurie Crane
- 1987 : Arabesque (épisodes Armed reponse : Nurse Marge Horton ; Jessica behin bars : Louise)
- 1987 : Simon et Simon (épisode : Tanner, P.I. for Hire) : Cyd Greenwald
- 1988 : Our House (épisode : Balance of power) : Olga Zelnikova
- 1988:  Freddy, le cauchemar de vos nuits (épisode : Judy Miller, come on down) : The maid